# Азербайджанская община Нагорного Карабаха
«Азербайджанская община Нагорно-Карабахского региона Азербайджанской Республики» (азерб. Azərbaycan Respublikası Dağlıq Qarabağ bölgəsinin azərbaycanlı icması) — общественное объединение в Азербайджане, заявлявшее себя как созданное в 1992 году (однако официально зарегистрированное в 2006 году) и представляющее интересы азербайджанцев, проживавших на территории Нагорного Карабаха до Первой карабахской войны и вынужденных сменить место проживания из-за конфликта. Просуществовало до 2021 года.

## Описание
Организация позиционировала себя как представляющую азербайджанцев, проживавших в Нагорном Карабахе до Первой карабахской войны. По переписи 1989 года азербайджанцы составляли 40 688 человек, или 21,5 % населения Нагорно-Карабахской автономной области. В разгар военных действий (1991—1994) азербайджанское население почти полностью покинуло Нагорный Карабах. На контролируемой армянами территории бывшей НКАО по данным на 2005 год проживало 6 азербайджанцев. С момента заключения перемирия вплоть до сентября 2020 года Азербайджан прочно контролировал лишь один населённый пункт бывшей НКАО — посёлок Шихарх (бывший Ленинаван), прежде населённый преимущественно армянами.
В структуру общественного объединения входили Совет правления общины, Координационный совет и Контрольно-инспекционная комиссия.
Последним председателем Азербайджанской общины и руководителем общины являлся дипломат Турал Гянджалиев.
Совет правления состоял из представителей интеллигенции, деятелей науки и культуры Азербайджана, связанных с Нагорным Карабахом, в том числе член-корреспондента Национальной академии наук Азербайджана (НАНА), ректора Бакинского Славянского университета Кямала Абдуллаева, директора Азербайджанской государственной филармонии Мурада Адыгезалзаде, ректора Бакинской музыкальной академии Фархада Бадалбейли, посла Азербайджана в России, Народного артиста Полада Бюльбюльоглы, профессора Академии государственного управления Эльчина Ахмедова, а также председателя Госкомитета по делам беженцев и вынужденных переселенцев Ровшана Рзаева, бывшего члена областного совета НКАО Флоры Касумовой и других.
Общественное объединение называло своей целью оказание помощи в разрешении карабахского конфликта, возвращение на родные земли беженцев и вынужденных переселенцев Нагорного Карабаха и восстановление территориальной целостности Азербайджана.

## История

### Как сторона в переговорах
В 1992 году, во время Первой карабахской войны, официальный медиатор конфликта, Минская группа ОБСЕ, по предложению государственного секретаря США Джеймса Бейкера, утвердила в Хельсинки переговорный формат «правил Бейкера», предполагающий наличие в конфликте двух «основных сторон» (Армении и Азербайджана) и двух «заинтересованных сторон» (армянской и азербайджанской общин Нагорного Карабаха). По этой причине общественное объединение «Азербайджанская община Нагорного Карабаха» считало формальной датой своего основания 24 марта 1992 года — дату подписания Хельсинкского соглашения.
По словам тогдашнего сопредседателя Минской группы ОБСЕ от России Владимира Казимирова, этот формат действовал до 1994 года. Соглашение о прекращении огня, достигнутое в мае 1994 года, зафиксировало наличие трёх сторон (Армении, армян Нагорного Карабаха с одной стороны и Азербайджана с другой). В момент подписания договора азербайджанской стороной представителями Азербайджана была предпринята попытка дополнить соглашение подписью главы исполнительной власти Шушинского района Низами Бахманова как представителя азербайджанской общины Нагорного Карабаха, но в тот день его не нашли в Баку. Позднее представители Азербайджана, в ответ на участие армян Нагорного Карабаха в трехсторонних встречах, стали отдельно сажать Бахманова как представителя четвёртой стороны на одном уровне с армянами Нагорного Карабаха. Однако, по словам Владимира Казимирова, сопредседатели Минской группы не признавали этого, числя Бахманова не иначе как в составе делегации Азербайджана.
В 1997 году мирные переговоры были переведены в двухсторонний формат, предполагавший контакты исключительно между Арменией и Азербайджаном, однако визиты сопредседателей Минской группы в Степанакерт продолжились. Начиная с 2000-х годов, сопредседатели, а также докладчики ПАСЕ в рамках урегулирования конфликта периодически проводили встречи и с представителями азербайджанской общины бывшей автономии, в том числе с Бахмановым и его преемниками. В 2009 году американский сопредседатель Минской группы Мэтью Брайза заявил в интервью, что позиции всех сторон конфликта, в том числе «армянской и азербайджанской диаспор Карабаха», должны быть отражены в любом окончательном договоре. Он также заявил, что МГ поддерживает участие всех общин в переговорах по разрешению конфликта.

### Как организация
В 2006 году азербайджанская община Нагорного Карабаха в соответствии с законами Азербайджанской Республики официально зарегистрировала в Министерстве юстиции Азербайджана общественное объединение, представляющее её интересы на внутренней и международной арене.
5 июня 2009 года в Баку был проведен I Съезд объединения. В нём участвовало 344 делегата, представляющих все бывшие азербайджанские населённые пункты Нагорного Карабаха, а также 200 гостей — представителей различных ветвей власти страны, дипломатов, общественных активистов.
Политолог Сергей Маркедонов считал, что создание в Азербайджане карабахской общины было связано с политикой Гейдара Алиева, который «призывал учиться у армян правильной организации дипломатической работы». По мнению политолога, поддержанная государственными ресурсами община была призвана играть символическую роль, выступать в качестве доказательства того, что «не только у армян, но и у азербайджанцев есть свой Карабах и свои права на него».

### Самороспуск
По окончании возобновившихся в 2020 году военных действий в зоне карабахского конфликта, и последующего за ними трёхстороннего заявления о прекращении огня, Азербайджану удалось восстановить контроль над значительной частью бывшей НКАО, в частности над городом Шуша и его ближайшими пригородами, а также над всей территорией Гадрутского, значительной частью Мартунинского и небольшой частью Аскеранского и Мардакертского районов. Председатель объединения «Азербайджанская община Нагорного Карабаха» заявил, что наряду с обсуждением вопросов возвращения вынужденных переселенцев планировался переезд объединения в Шушу, с которой оно «связывает свою дальнейшую деятельность».
В апреле 2021 года общественное объединение «Азербайджанская община Нагорно-Карабахского региона Азербайджана» объявило о своем расформировании, аргументировав это возникшей после окончания войны «новой реальностью», а также утратой, по мнению авторов обращения, понятиями «азербайджанская община Нагорно-Карабахского региона» и «армянская община Нагорно-Карабахского региона» своей актуальности и общественной значимости. Было заявлено о создании нового общественного объединения под названием «Возвращение в Карабах».